# Voetbalkampioenschap van Keulen-Bonn 1904/05
In 1904/05 werd het derde voetbalkampioenschap van Keulen-Bonn gespeeld, dat georganiseerd werd door de West-Duitse voetbalbond. 
Cölner FC 1899 werd kampioen en plaatste zich voor de West-Duitse eindronde. In een groepsfase met Duisburger SpV en FC 1894 München-Gladbach eindigden alle drie de clubs met evenveel punten op de eerste plaats. CFC 1899 had een beter doelsaldo, maar er werd besloten om de titel te beslechten met testwedstrijden. Duisburger SpVg moest het eerst tegen CFC opnemen en gaf de club een 5:1 pandoering.
TG Düren nam de naam Dürener FC 03 aan. 

## 1. Klasse
| Plaats | Club                  | Wed. | W | G | V | Saldo | Ptn. |
| ------ | --------------------- | ---- | - | - | - | ----- | ---- |
| 1.     | Cölner FC 1899        | 8    | 7 | 1 | 0 | 42:4  | 15:1 |
| 2.     | Bonner FV 01          | 7    | 4 | 0 | 3 | 16:17 | 8:6  |
| 3.     | Cölner BC 01          | 7    | 3 | 1 | 3 | 15:17 | 7:7  |
| 4.     | Dürener FC 1903       | 7    | 2 | 2 | 3 | 7:18  | 6:8  |
| 5.     | FC Borussia 1899 Cöln | 7    | 0 | 0 | 7 | 4:28  | 0:14 |

|  | Kampioen |

## 2. Klasse
| Plaats | Club                   | Wed. | W | G | V | Saldo | Ptn.  |
| ------ | ---------------------- | ---- | - | - | - | ----- | ----- |
| 1.     | FC Germania Düren 1899 | 8    |   |   |   |       | 12:04 |
| 2.     | Cölner FC 1899 II      | 8    |   |   |   |       | 11:05 |
| 3.     | FC Germania 01 Bonn    | 8    |   |   |   |       | 09:07 |
| 4.     | FC Rhenania 1900 Cöln  | 8    |   |   |   |       | 05:11 |
| 5.     | Cölner BC 1901 II      | 8    |   |   |   |       | 03:13 |

|  | Kampioen |